# Wissadula paraguariensis
Wissadula paraguariensis là một loài thực vật có hoa trong họ Cẩm quỳ. Loài này được Chodat miêu tả khoa học đầu tiên năm 1901.